# Avisdam

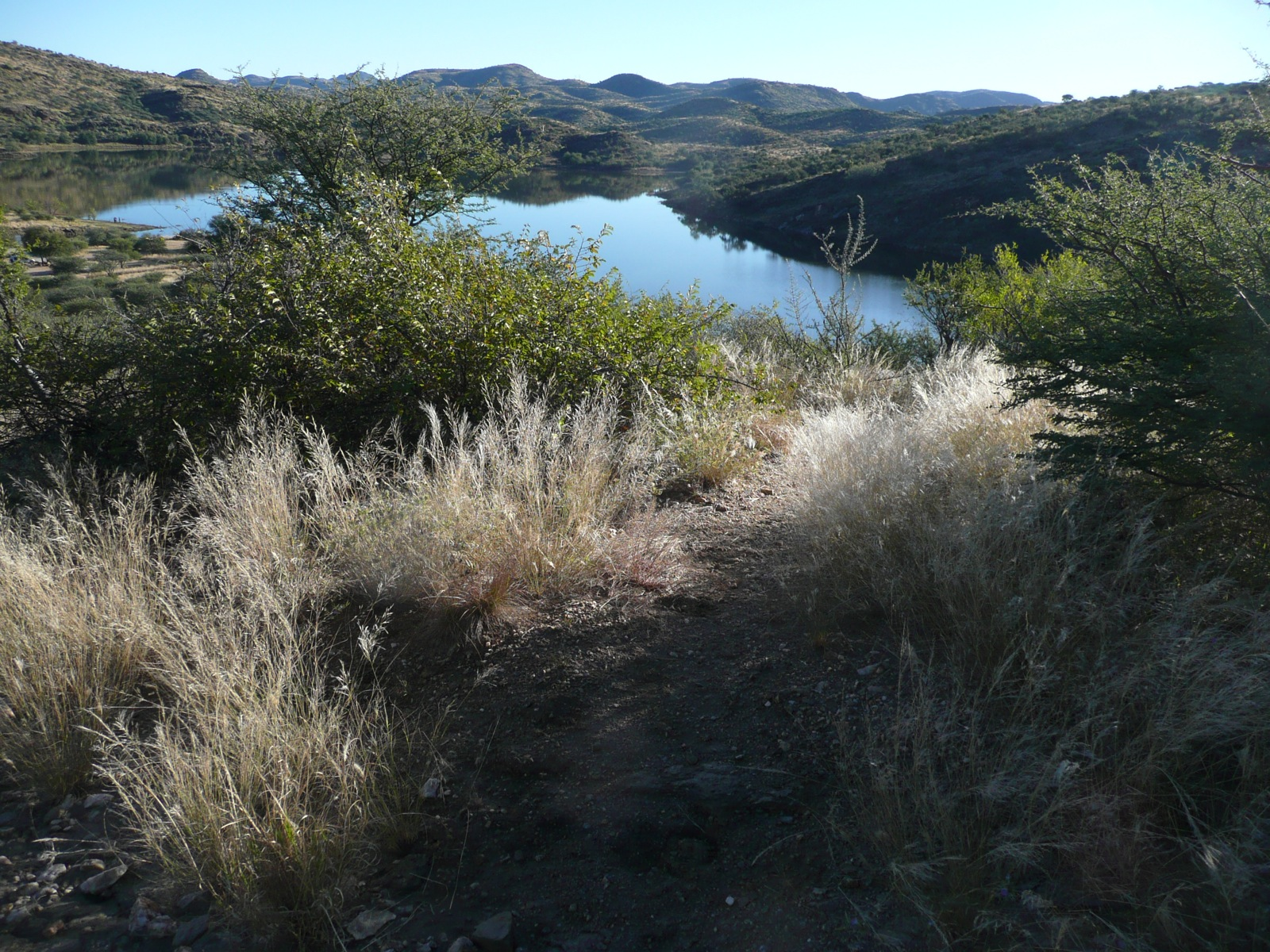

Avisdam is een klein waterbekken bij Windhoek, de hoofdstad van Namibië. De dam is aangelegd in de Klein Windhoekrivier in 1933 door de toenmalige Zuid-Afrikaanse overheid.
De capaciteit van het stuwmeer is 2,4 miljoen m³. Vergeleken met andere stuwmeren in Namibië levert Avisdam maar een zeer bescheiden bijdrage aan de nationale waterbehoefte. Volgens berekeningen leverde de dam tussen 1962 en 1973 maximaal slechts 2,4% van de waterconsumptie van de hoofdstad. Vaak levert de dam helemaal geen water en daarom is het tegenwoordig slechts in gebruik als recreatiegebied.